# Hoplopsis minuta
Hoplopsis minuta är en stekelart som först beskrevs av Fabricius 1793.  Hoplopsis minuta ingår i släktet Hoplopsis och familjen sköldlussteklar. Arten är reproducerande i Sverige. Inga underarter finns listade i Catalogue of Life.